# Ateleta
Ateleta (AFI: /ateˈleta/) è un comune italiano di 1 079 abitanti  della provincia dell'Aquila in Abruzzo. È parte della comunità montana Alto Sangro e altopiano delle Cinquemiglia.  Insieme ad Ala, Onano, Orero e Siris è uno dei cinque comuni italiani con un nome palindromo.

## Geografia fisica

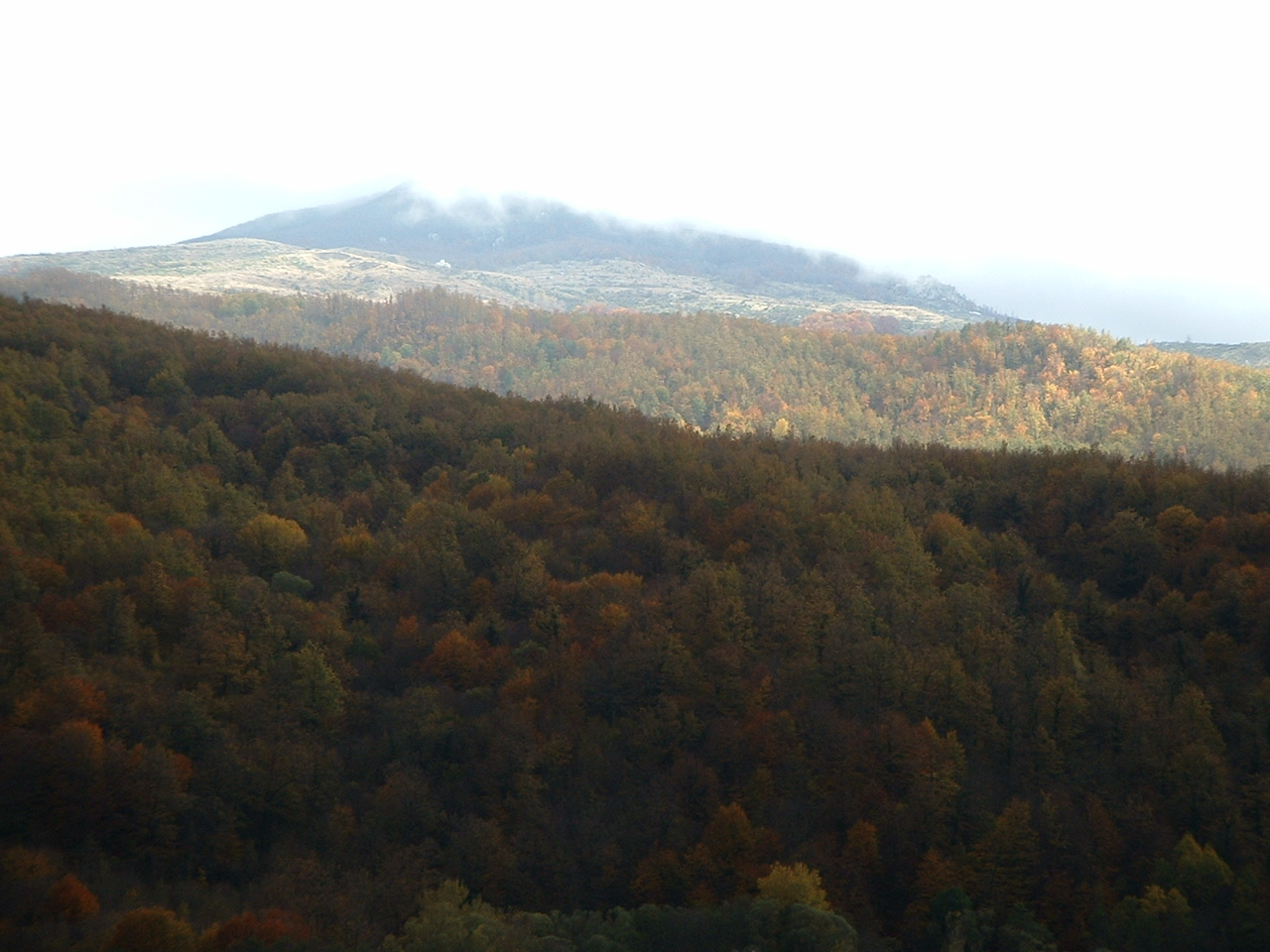
Paesaggio dei boschi di Ateleta in autunno

Ateleta è posta su territori della sponda sinistra del fiume Sangro, nel bacino dell'Alto Sangro, a un'altitudine compresa tra i 737 metri della stazione ferroviaria e i 1.883 metri di Monte Secine. È il comune più orientale della provincia dell'Aquila. La superficie comunale è di 4.169 ettari. Comprende il nucleo abitato del capoluogo e le frazioni di Carceri Alte, Carceri Basse e Sant'Elena. Vicino al paese sorgono il Monte Secine e il Monte dell'Ellera (Merzoni).
L'unico sito archeologico è costituito dai resti di un antico castello, nella zona Carceri, andato distrutto nel terremoto del 1456.

## Storia
I primi agglomerati risalgono a un periodo non lontano dall'anno Mille e sono localizzati nelle zone di Roccapizzi, Carceri e Asinella, siti poi distrutti dal terremoto del 1456.

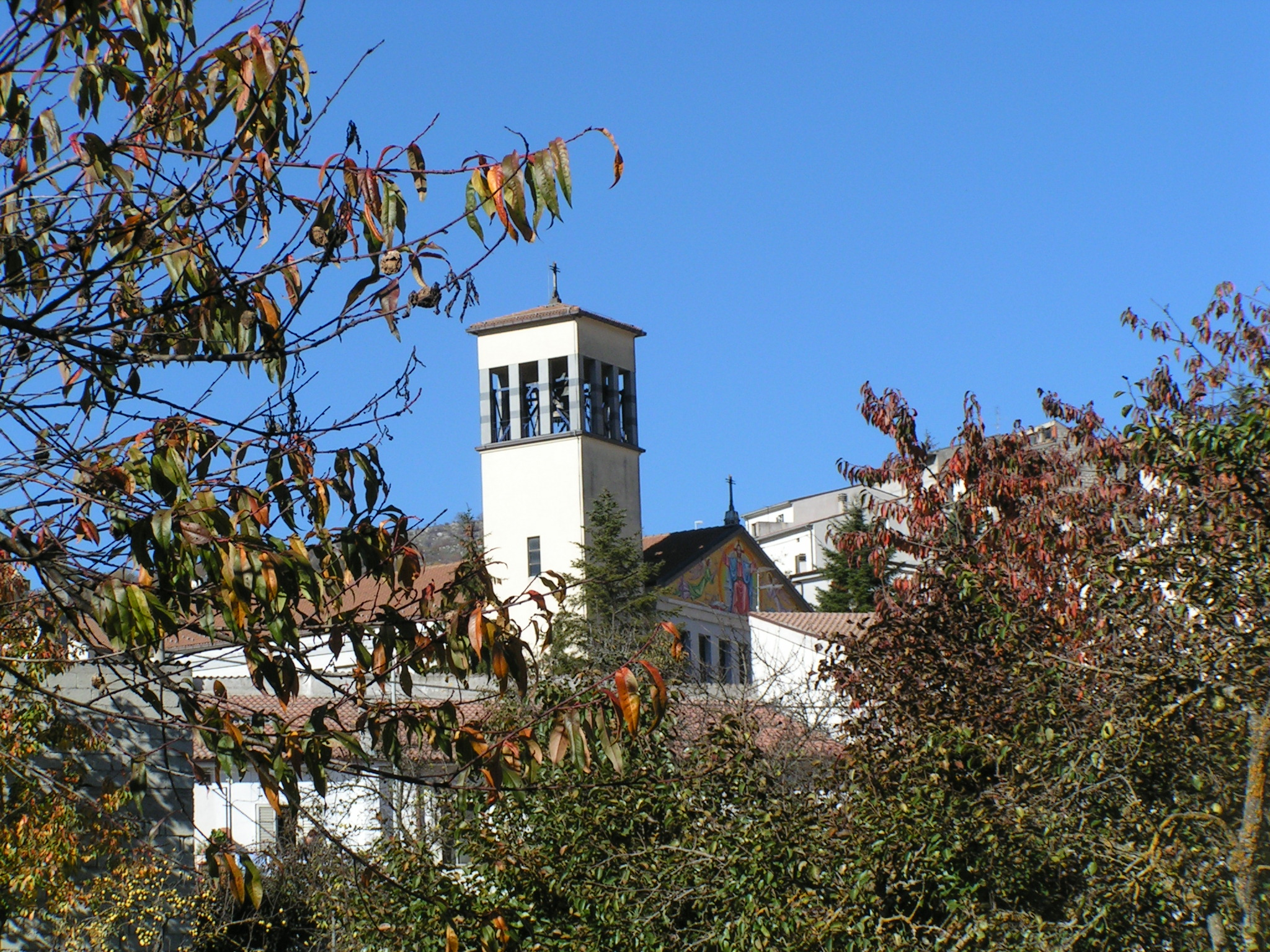
Veduta della chiesa di San Gioacchino

Nel Settecento alcune famiglie di Pescocostanzo, a causa della crisi della pastorizia, si trasferirono in queste zone; la popolazione raggiunge, alla fine del secolo, 607 persone.
Durante l'occupazione napoleonica, Giuseppe de Thomasis fece pressione presso Gioacchino Murat, affinché fosse istituito il comune di Ateleta e per incentivare l'arrivo di coloni, venne abolito il pagamento della tassa fondiaria e, infine, il 14 febbraio 1811 fu istituito il nuovo comune di Ateleta.
Col passare del tempo, la popolazione arrivò a toccare i 3.000 abitanti, ma all'inizio del Novecento, a causa della povertà e di mille difficoltà, molti emigrarono verso le Americhe.
Nei primi anni della seconda guerra mondiale, tra il 1940 e 1943, Ateleta fu uno dei comuni dell'Abruzzo ad essere designato dalle autorità fasciste come luogo di internamento civile per 8 profughi ebrei stranieri. Dopo l'8 settembre 1943, con l'arrivo delle truppe tedesche la situazione si fece drammatica. Ciononostante, tutti gli ex-internati riuscirono a sfuggire alla cattura e alle deportazioni.
Con il passaggio del fronte Ateleta conobbe la devastazione di quasi il 90% del suo territorio disgraziatamente posizionato sulla linea Gustav.
Dopo gli anni cinquanta riprese ancora una volta il flusso migratorio verso nazioni che offrivano prospettive di vita migliori.

### Simboli
Lo stemma è costituito da uno scudo sannitico dorato in cui sono raffigurate una quercia, significante la predominanza di tale albero nel territorio, e nove spighe di grano, simbolo delle nove famiglie che, secondo la tradizione, provenienti da Pescocostanzo per prime abitarono questi luoghi, coltivandovi soprattutto cereali.
Il gonfalone è un drappo di azzurro.

## Monumenti e luoghi d'interesse

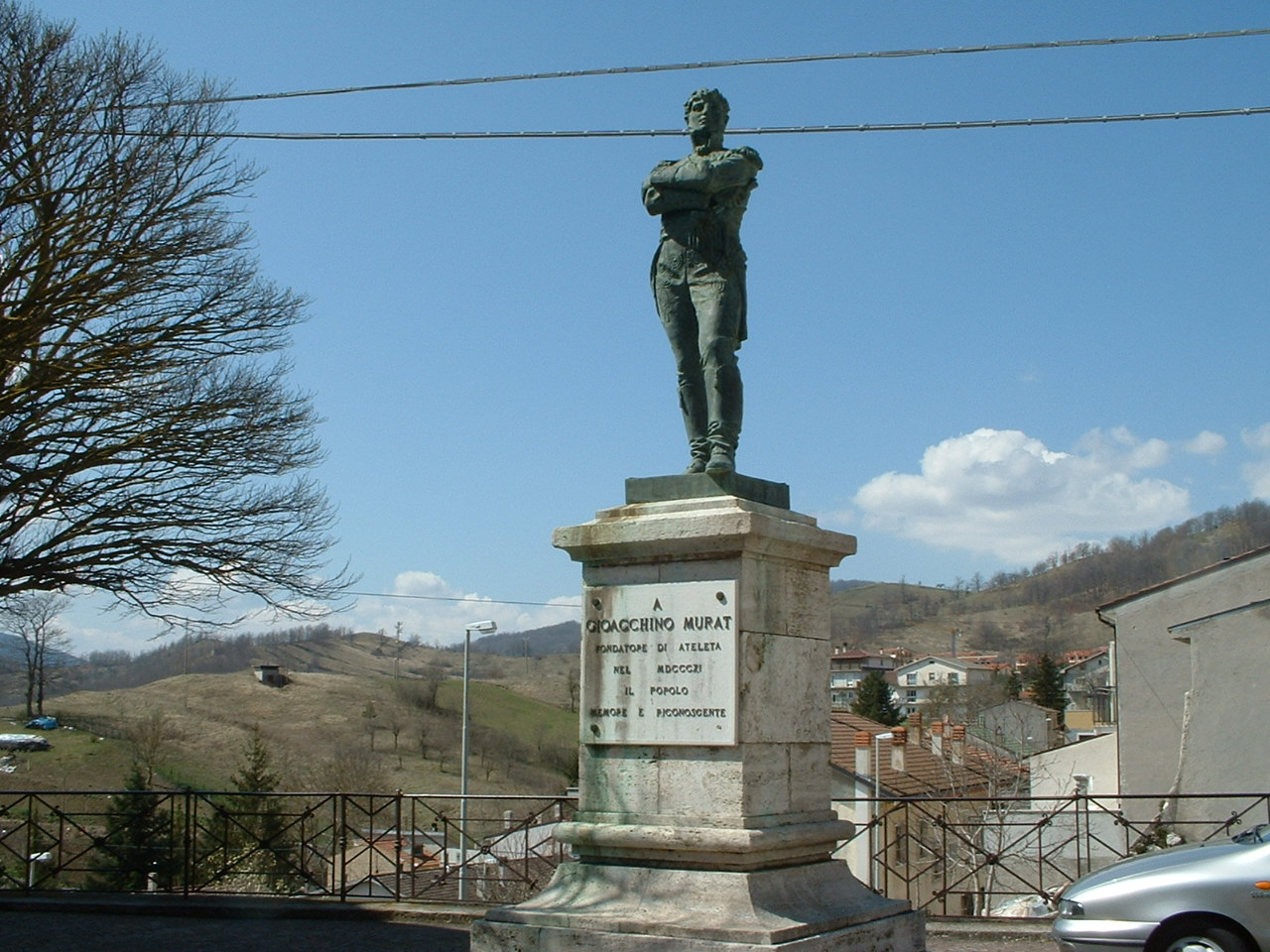
Statua di Gioacchino Murat

- Chiesa parrocchiale di San Gioacchino: fu costruita nell'Ottocento dagli architetti Pennisi e Savelli in ricordo di Gioacchino Murat re di Napoli. Fu ricostruita dopo i bombardamenti della seconda guerra mondiale, quando l'edificio storico fu minato dai tedeschi. Una lapide si trova nell'area della chiesa vecchia, che stava più verso il centro del paese. Ha caratteristiche classicheggianti, impianto rettangolare, la facciata simile ad un tempietto greco con portico a colonne, architrave a timpano triangolare, con molti mosaici presso l'ingresso,  e fregi pseudoclassici. Il campanile è una torre. L'interno a navata unica, ha pilastri squadrari e marmi policromi.
- Monumento a Giacchino Murat: commemora il sovrano di Napoli, in epoca napoleonica.
- Monumento ai caduti: commemora, con lapidi su un muro volutamente edificato a mo' di rudere, i caduti della seconda guerra mondiale.
- Rocca di Carceri: antica fortificazione, situata nella località omonima di Carceri Alte, distrutta dal terremoto del 1456. Dell'antica costruzione, di cui rimaneva ancora qualche parte del castello, usato come bagno penale, oggi rimane poco, tranne il perimetro di base fuso con la roccia dello sperone montuoso.

## Società

### Evoluzione demografica
Abitanti censiti

## Cultura

### Istruzione

#### Musei
- Museo della civiltà contadina

### Cucina
Il piatto forte di questa zona è l'agnello, cucinato in vari modi ma specialmente alla brace, sopra i tizzoni ardenti di legna di cerro.
È possibile, inoltre, assaggiare altri prodotti della tradizione locale come:
le pizzelle, dolce tipico fatto di un impasto di uova, farina, zucchero ed un po' di liquore. Il tutto viene spalmato sopra un ferro caratteristico che reca intarsi a forma di rombi ed al centro le iniziali delle famiglie, e poi messo a scaldare sopra il fuoco del caminetto.
Le pizze fritte, preparate con farina, uvetta e scorza di limone o arancio. L'impasto va poi cotto in olio bollente, come si fa con le frittelle.
Le brasciole, realizzate amalgamando cacio grattato grossolanamente, uova e prezzemolo, che si impastano a mo' di polpetta, che va fritta e poi messa a bagno in un sugo di pomodoro.
Come primo piatto è famosa la zuppa, fatta di frittelle tagliate a dadini con: uova, sale, farina e, facoltativo, il prezzemolo immerso in un brodo di gallina.
Caratteristica è anche la pasta alla chitarra, dove la pittra, la sfoglia di pasta, viene rullata con yu-laanar, il mattarello, sopra l'attrezzo chiamato chitarra; il tutto viene condito col sugo d'agnello, specialmente la parte della pancetta.

## Geografia antropica

### Urbanistica
Appena usciti dalla Fondo Valle Sangro, che collega il mare con la valle del Sangro, girando a sinistra è presente la Funticella, residuo restaurato dell'antico lavatoio con annesso abbeveratoio degli animali, quindi ci si immette in via Sangrina verso il paese.
Continuando all'imbocco del ponte che scavalca il torrente S. Cristoforo a destra, si incrocia la strada che porta alla zona residenziale del parco delle Tereselle e successivamente alla frazione di S. Elena.
Proseguendo via Sangrina si giunge nella piazza XX Settembre, centro di ritrovo del borgo, da qui proseguendo a sinistra si arriva al fiume Sangro.
Sempre dalla piazza XX Settembre, si prosegue per la vecchia strada che conduce a San Pietro Avellana e Castel di Sangro.

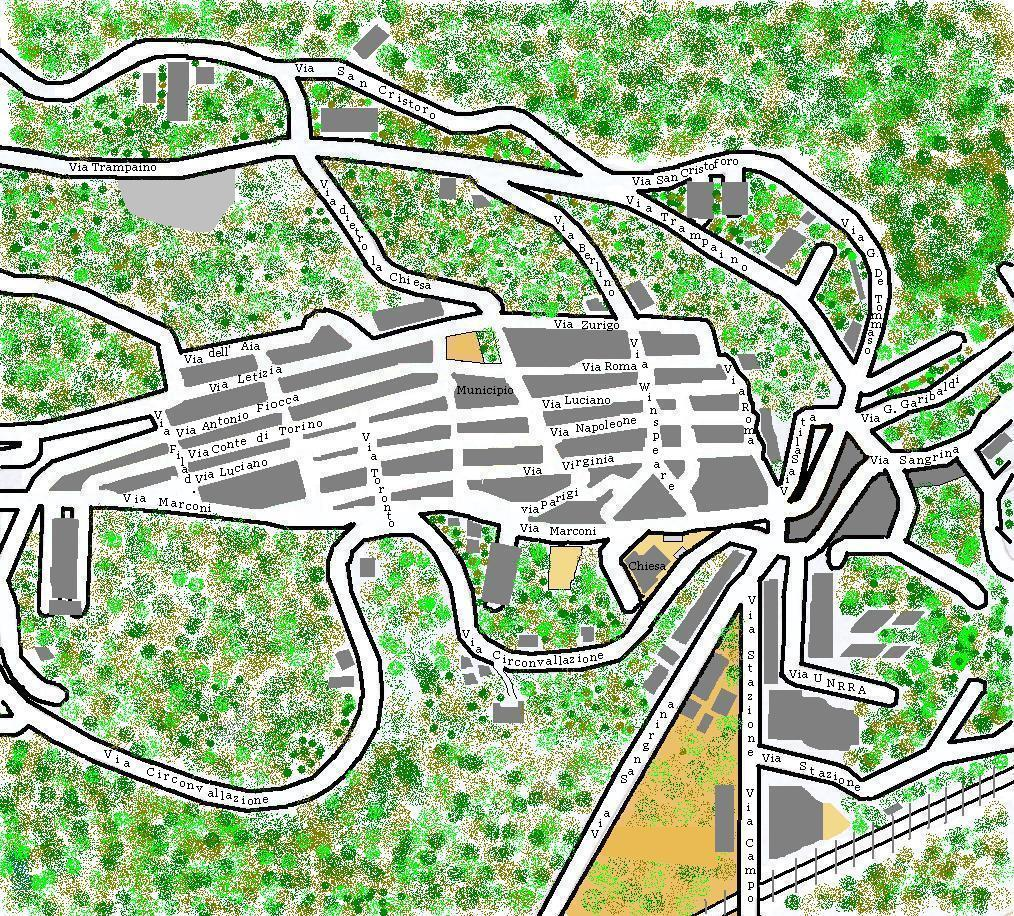
La mappa del Paese

Nella precedente piazza si nota una lunga scalinata; via Roma, che si dirige verso piazza Carolina dove si trovano gli uffici del comune; da qui seguitando in una ragnatela di strade e stradine si sfocia nella via che fa arrivare a Carceri (antico castello fortificato) ed anche alle altre frazioni di Ateleta. Alla destra di piazza XX Settembre c'è un breve scalinata, che permette di andare alla chiesa parrocchiale di S. Gioacchino . La circonvallazione si collega con le residenze delle Coccinelle, paesino che si presenta con stradine intersecantesi, orti a ridosso di vecchie mura cadenti, scalinate inerpicantesi, selciati e giardini ricchi di fiori ed alberi fruttiferi.

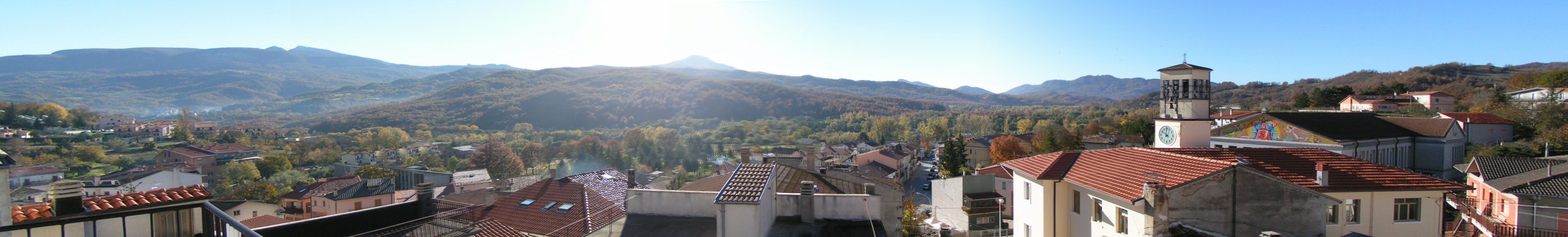
Ateleta panorama

## Amministrazione
| Periodo           | Periodo           | Primo cittadino    | Partito                                                            | Carica  | Note                 |
| ----------------- | ----------------- | ------------------ | ------------------------------------------------------------------ | ------- | -------------------- |
| 12 giugno 1994    | 8 giugno 1996     | Gino Antonelli     | Lista civica                                                       | Sindaco | [ 11 ]               |
| 9 giugno 1996     | 4 aprile 2005     | Franco Lucente     | Lista civica di Centro-destra (1996-2000) Lista civica (2000-2005) | Sindaco | [ 12 ] [ 13 ]        |
| 5 aprile 2005     | 20 settembre 2020 | Giacinto Donatelli | Lista civica Impegno per Ateleta                                   | Sindaco | [ 14 ] [ 15 ] [ 16 ] |
| 20 settembre 2020 | in carica         | Marco Passalacqua  | Lista civica Impegno per Ateleta                                   | Sindaco | [ 17 ]               |